# Giấy phép
Giấy phép là giấy cho phép chính thức để làm, sử dụng hoặc sở hữu một cái gì đó (cũng như giấy tờ của giấy phép hoặc giấy phép đó). 
Giấy phép có thể được cấp bởi một bên cho một bên khác như là một yếu tố của một thỏa thuận giữa các bên đó. Một định nghĩa ngắn gọn của giấy phép là "ủy quyền sử dụng thứ mà được cấp phép".
Cụ thể, giấy phép có thể được cấp bởi các cơ quan chức năng, để cho phép một hoạt động bị cấm. Nó có thể yêu cầu trả một khoản phí hoặc chứng minh một khả năng trước khi được cấp. Yêu cầu cũng có thể phục vụ để thông báo cho chính quyền về một loại hoạt động và cung cấp cho chính quyền cơ hội để đặt ra các điều kiện và giới hạn.
Người cấp phép có thể cấp giấy phép theo luật sở hữu trí tuệ để cho phép sử dụng (chẳng hạn như sao chép phần mềm hoặc sử dụng sáng chế được cấp bằng) cho người được cấp phép, tránh cho người được cấp phép khỏi bị khiếu nại vi phạm từ người cấp phép. Giấy phép thuộc sở hữu trí tuệ thường có một số thành phần vượt quá chính việc cho phép, bao gồm thời hạn, lãnh thổ, điều khoản gia hạn và các hạn chế khác được coi là quan trọng đối với người cấp phép.
Thời hạn: nhiều giấy phép có giá trị trong một khoảng thời gian cụ thể. Điều này bảo vệ người cấp phép nếu giá trị của giấy phép tăng lên, hoặc điều kiện thị trường thay đổi. Nó cũng bảo tồn khả năng thực thi bằng cách đảm bảo rằng không có giấy phép nào vượt quá thời hạn của thỏa thuận.
Lãnh thổ: giấy phép có thể quy định lãnh thổ nào liên quan đến quyền. Ví dụ: giấy phép có lãnh thổ giới hạn ở "Bắc Mỹ" (Mexico / Hoa Kỳ / Canada) sẽ không cho phép người được cấp phép bất kỳ sự bảo vệ nào khỏi các hành vi khác khi sử dụng tại Nhật Bản.
Một định nghĩa ngắn gọn về giấy phép là "lời hứa của người cấp phép không kiện người được cấp phép". Điều đó có nghĩa là không có giấy phép, bất kỳ việc sử dụng hoặc khai thác tài sản trí tuệ nào của bên thứ ba sẽ dẫn đến việc sao chép hoặc xâm phạm quyền lợi. Việc sao chép như vậy sẽ không phù hợp và có thể, bằng cách sử dụng hệ thống pháp lý, sẽ bị dừng nếu chủ sở hữu tài sản trí tuệ muốn làm như vậy.
Cấp phép sở hữu trí tuệ đóng vai trò chính trong kinh doanh, học thuật và phát thanh truyền hình. Các hoạt động kinh doanh như nhượng quyền thương mại, chuyển giao công nghệ, xuất bản và buôn bán nhân vật hoàn toàn phụ thuộc vào việc cấp phép sở hữu trí tuệ. Cấp phép đất đai (cấp phép độc quyền) và cấp phép tài sản trí tuệ hình thành các nhánh của luật ra đời từ sự tương tác của các luật chung của hợp đồng và các nguyên tắc cụ thể và luật pháp theo luật định liên quan đến các tài sản tương ứng này.